# Barompa Dharma Wangchug
| Tibetische Bezeichnung                          |
| ----------------------------------------------- |
| Tibetische Schrift: 'ba' rom dar ma dbang phyug |
| Andere Schreibweisen: Barom Dharma Wangchug     |
| Chinesische Bezeichnung                         |
| Vereinfacht: 拔绒•达玛旺久                      |
| Pinyin:Barong Dama Wangjiu                      |

Barompa Dharma Wangchug (tib. 'ba' rom pa dar ma dbang phyug; geb. 1127; gest. 1198) war ein tibetischer Buddhist des 12. Jahrhunderts.
Er war einer der vier großen Schüler Gampopas und der Gründer des Barom-Klosters in Tibet (im Kreis Nagqu) und damit der Barom-Kagyü-Schule ('ba' rom bka' brgyud), einer der sogenannten vier größeren Schulen der Kagyü-Schultradition des tibetischen Buddhismus.
Seine Lehre ist von starkem Einfluss in der tibetischen Region Kham, insbesondere in den Klöstern im Kreis Nangqên (Nangchen) des Autonomen Bezirks Yushu der Tibeter im Süden der chinesischen Provinz Qinghai.
Einer seiner Schüler was Tishri Repa Sherab Sengge (1164–1236).